# Cadillacs and Dinosaurs (videojuego)
Cadillacs and Dinosaurs (conocido en Japón como Cadillacs Kyouryuu Shin Seiki) es un videojuego arcade de 1992 editado por Capcom. Es un beat'em up basado en el cómic Xenozoic Tales creado por Mark Schultz durante finales de la década 1980. Tras el estreno de este videojuego se produjo una serie de televisión vinculada. Además el videojuego de Capcom no tiene ninguna relación con dicha serie, ya que se basa enteramente en los cómics.
No se debe confundir este videojuego con el videojuego Cadillacs and Dinosaurs: The Second Cataclysm editado por Rocket Science Games pero basado en la misma licencia. En esa ocasión tenía más en común con la serie de televisión que con el cómic, aunque a pesar de su éxito y popularidad, el juego de Capcom nunca fue comercializado en consolas de sobremesa.
Su jugabilidad es similar a otros beat'em up de desplazamiento lateral, como Streets of Rage o Final Fight. Una característica de este videojuego es el frecuente uso de armas de fuego, raramente vistas en videojuegos de este tipo, en los que se suelen ver únicamente armas como granadas de fragmentación o cuchillos. También destaca el nivel en el que se debe manejar al personaje del jugador conduciendo un vehículo.

## Argumento
La historia de Cadillacs and Dinosaurs se inicia con un planeta Tierra fuertemente contaminado y sufriendo una serie de graves desastres naturales que han destruido ciudades y matado a millones de personas. Con el fin de sobrevivir, todos los seres humanos a lo largo del planeta construyen ciudades subterráneas y pronto toda la humanidad se encuentra viviendo en el subsuelo.
Pasan seiscientos años desde que los humanos construyeron sus ciudades subterráneas y deciden regresar a la superficie. Lo que se encuentran son... ¡dinosaurios! Estas especies extintas han regresado junto con otros monstruos y circulan libremente por la Tierra. Pero esto no desanima a los humanos, que pronto volverán a la superficie.
Los dinosaurios parecen tranquilos y la convivencia con los seres humanos va bastante bien. Pero hay un grupo de humanos llamados «Mercaderes Oscuros» que cazan y matan a los dinosaurios para conseguir dinero. Los dinosaurios se están enfureciendo y han empezado a atacar a todo aquel al que ven ¿Qué está causando esto?
Por lo tanto, Jack Tenrec, Hannah Dundee, Mustapha Cairo y Mess O'Bradovich, dispuestos a atrapar a los «Mercaderes Oscuros» y destruir su banda y a su misterioso líder, Fessenden.

## Controles
En este videojuego se utiliza una palanca de mando de ocho direcciones y dos botones (ataque y salto). Con estos controles se pueden conseguir bastantes ataques especiales que se ejecutan de igual forma con todos los personajes, aunque su efectividad cambia.
- Ataque 360°. Pulsar ataque y salto al mismo tiempo. El personaje hace un ataque de 360° consiguiendo invulnerabilidad durante unos instantes y golpeando a todos los enemigos cercanos. Como contrapartida la vida del personaje disminuye levemente.
- Embestida. Pulsando adelante dos veces (manteniendo la segunda vez) y luego ataque, el personaje puede embestir a uno o varios enemigos. La embestida de Mustapha es particularmente efectiva.
- Ataque elevado. Pulsar abajo, luego arriba y luego ataque. El personaje realizará un ataque que golpeará varias veces pero te deja vulnerable frente a los enemigos. A diferencia de la mayoría de beat'em ups de Capcom, no se puede realizar este ataque durante un combo, pero sí mientras se sujeta a un enemigo.

## Diferencias regionales
- El logo del videojuego se cambia entre la versión japonesa y el resto.
- Los nombres de los enemigos son todos diferentes entre la versión japonesa y el resto. Por ejemplo, Ferris pasa a llamarse Astro y Butcher en Atomic.
- En algunos puntos de la versión japonesa el personaje dice algo para sí mismo, pero esas líneas de diálogo se descartaron en las versiones no japonesas.

## Personajes
Se pueden elegir cuatro personajes jugables, correspondiendo más o menos a las variaciones usuales que se pueden encontrar en los beat'em ups:

### Jack Tenrec
Jack Tenrec es el personaje principal de Cadillacs and Dinosaurs. Lleva su propio garaje y es muy bueno restaurando Cadillacs. Al parecer tiene su propia mascota Allosaurus, que ha criado él mismo, y es su «perro guardián», aunque no se muestra en el juego. Jack es probablemente el mejor personaje en general, tiene buen promedio en las tres categorías (fuerza, velocidad y destreza), aunque es ligeramente mejor en ataque cuando está corriendo.
- Perfil: Mitad mecánico, mitad chamán.
- Altura: 1,80 m (5 pies, 11 pulgadas)
- Peso: 78 kg (171,6 libras)
- Punto fuerte: Equilibrado
- Ataque 360º: Puñetazo alto
- Embestida: Patada deslizadora
- Citas: «Damn, I'm Good!», «You Can't Touch This!»
- Fuerza: 4/5
- Velocidad: 3/5
- Destreza: 3/5
- Atributos: El protagonista principal del cómic es el personaje más equilibrado del juego, centrándose algo más en al fuerza que en la velocidad. Su patada deslizadora le hace invulnerable a muchos ataques.

### Hannah Dundee
Hannah Dundee ha enamorado a Jack y le ayuda en su garaje. Al igual que otros personajes femeninos en beat 'em ups, Hannah tiene poca fuerza de ataque pero se compensa con su gran velocidad y demás habilidades. De igual forma tiene la ventaja de hacer más daño con armas. Otro punto a su favor es su capacidad para lanzar enemigos, lanzarlos lejos puede ser ventajoso.
- Perfil: Diplomática y estudiante. Expareja de Jack.
- Altura: 1,70 m (5 pies, 7 pulgadas)
- Peso: 53 kg (116,6 libras)
- Punto fuerte: Destreza con armas
- Ataque 360º: Patada giratoria
- Embestida: Rodillazo alto
- Citas: «What A Wimp!», «All Right!»
- Fuerza: 2/5
- Velocidad: 4/5
- Destreza: 5/5
- Atributos: Es el segundo personaje más rápido del juego, también es especialista en cuchillos y objetos similares. También es capaz de lanzar a los enemigos más lejos que el resto de personajes. No tiene la fuerza de sus compañeros, pero su agilidad lo compensa.

### Mustapha Cairo
Mustapha Cairo es uno de los amigos de Jack y cuando escucha que los dinosaurios atacan a otra gente, va en busca de Jack para ayudarles. A partir de ahí decide ayudar a Jack en su lucha contra los Mercaderes Oscuros. Mustapha es el personaje más rápido del juego y sorprendentemente no le hace el más débil; de hecho, tiene una fuerza de nivel similar al de Jack y tiene la mejor embestida del juego.
- Perfil: Ingeniero y amigo de Jack
- Altura: 1,98 m (6 pies, 6 pulgadas)
- Peso: 68 kg (149,6 libras)
- Punto fuerte: Patada voladora
- Ataque 360°: Patada Tornado
- Embestida: Doble patada voladora
- Citas: «Bad To The Bone!», «I'm A Bad Mamba Jamma!»
- Fuerza: 3/5
- Velocidad: 5/5
- Destreza: 3/5
- Atributos: Personaje más rápido del juego. Su doble patada voladora es la embestida con más alcance del juego haciéndole uno de los mejores personajes y el mejor para los principiantes.

### Mess O'Bradovich
Mess O'Bradovich es el personaje más desconocido del juego. Su biografía en el juego simplemente dice «desconocida», aunque parece que al menos conoce a Mustapha y le ayuda a él, Jack y Hannah en la lucha. Mess es el Mike Haggar de Final Fight, y a pesar de ser lento, aunque puede correr, es el personaje jugable más fuerte del juego.
- Perfil: Desconocido
- Altura: 2,05 m (6 pies, 9 pulgadas)
- Peso: 97 kg (213,4 libras)
- Punto fuerte: Fuerza
- Ataque 360°: Puñetazo giratorio
- Embestida: Golpe con todo el cuerpo
- Citas: «Number One Baby!», «I'm Just Too Cool!»
- Fuerza: 5/5
- Velocidad: 2/5
- Destreza: 4/5
- Atributos: El más fuerte del juego, es similar a Mike Haggar de Final Fight. A pesar de ser el más lento es el más fuerte, su embestida es poderosa pero poco funcional debido a su poca capacidad de salto. Los jugadores deben hacer buen uso de sus puños ya que son sus ataques más poderosos.

## Enemigos

### Enemigos habituales
- Conductores (Gneiss, Ferris y Driver). Son los enemigos más comunes del juego, no son demasiado inteligentes y suelen atacar mediante puñetazos y patadas, ocasionalmente con patadas voladoras. Habitualmente suelen llevar armas de fuego. Los Gneiss pueden aparecer en motocicletas intentando derribar al jugador. Gneiss viste de azul y gris con gorro de piloto, Ferris viste de naranja y gris y Driver de negro y verde. Driver suele ser más poderoso que sus compañeros (ataca más rápido y tiene más vida).
- Enanos (Punk y Thug). Enemigos de pequeña estatura muy molestos. Son más difíciles de vencer debido a su estatura y a su agresividad, por lo que pueden ser un problema para los jugadores. Saltan mucho para evitar ser alcanzados, y cuando atacan lo hacen con rápidos puñetazos y patadas, golpes con el hombro, patadas aéreas y lanzando granadas (Punk) o TNT (Thug), que abandonan si son derrotados. Punk viste pantalones azules mientras que los de Thug son púrpuras.
- Cuchilleros (Blade y Razor). Estos sujetos altos y delgados usan afilados cuchillos. Pueden atacar primero con las manos desnudas para luego sacar sus cuchillos, los cuales pueden usar para apuñalar, lanzarlos, atacar con salto o mediante un embestida. Suelen dejar sus cuchillos en el suelo cuando son golpeados o eliminados. Blade es rubio y viste de amarillo y azul mientras que Razor es moreno y viste de verde.
- Gordos (Black Elmer, Hammer Terhune y Wrench Terhune). Enemigos obesos y musculosos que pueden hacer mucho daño si el jugador no tiene cuidado. Suelen atacar con puñetazos, patadas, embestidas y saltos. En algunas ocasiones se ocupan de despertar a Shivat (Tiranosaurio) de su sueño para hacer más daño. Suelen llevar comida en sus bolsillos y fuman habanos. Black Elmer viste de púrpura y azul, Hammer Terhune de amarillo y rojo y Wrench Terhune de blanco y verde.
- Cazadores (Poacher Joe, Gutter y Skinner). Son los hombres de armas favoritos de los Mercaderes Oscuros, son responsables de la muerte y venta de la piel y huesos de los dinosaurios. Aunque llevan rifles, solo los disparan ocasionalmente y aún más raramente los abandonan. Atacan golpeando con la culata de sus rifles y con patadas. Poacher Joe viste de verde, Gutter de amarillo y Skinner de rojo.
- Lash Terhune. Hombres muy altos y musculosos, vestidos de cuero y con una maza de metal con púas en uno de sus brazos. Sus ataques básicos son el rodillazo y el golpe con su maza, la que pueden lanzar en línea recta si el jugador está a distancia. A pesar de su intimidante tamaño y apariencia son bastante lentos y torpes, ya que cuando lanzan su maza esta golpea a todo lo que esté en su camino, incluyendo a sus compañeros.
- Walther. Son una variante menor de Vice Terhune, el jefe final del nivel 1. Lideran a los Mercaderes Oscuros en sus incursiones para cazar dinosaurios. Aparecen por primera vez en el nivel 3 para aparecer luego con mayor frecuencia. Sus ataques y agilidad son similares a los de Vice, pero con mayor frecuencia de puñetazos, en ocasiones dispara con su pistola.
- Bludge. Esta criatura, muy similar a Blanka, es un híbrido de reptil y humanoide creado por el Doctor Simon Fessenden. Como reptil, este enemigo esa una formidable combinación de fuerza y agilidad, poseyendo otras habilidades como patada en salto, ácido, garras y ataque bajo el agua. También puede atrapar al jugador con su lengua y quitarle vida poco a poco. De la misma forma, puede comer objetos del suelo para que el jugador no los use, cuando se elimina a Bludge, estos objetos vuelven a aparecer.
- Tyrog 2. Al igual que ocurre con Walther, Tyrog 2 es una variante menor de Tyrog, el enemigo final del nivel 6. Solo aparece en la primera escena del nivel 8, escapando de un tubo de experimentación. Esta criatura combina los ataques de las 3 fases del Tyrog aunque con menor fuerza.

### Dinosaurios
Los dinosaurios pueden ser neutrales o enemigos en el juego. Cuando son neutrales son de color verde, cuando se enfadan o atacan son de color amarillo rojizo y cuando se tranquilizan vuelven al color verde y dejan de atacar, saliendo de la pantalla. No son aliados de nadie y atacarán a cualquier humano que encuentren, ya sea un jugador o un enemigo.
- Rock Hopper. Es un Deinonychus. Normalmente es pacífico hasta que se le golpea; sus garras y dientes son muy fuertes.
- Mack. Es un Triceratops cuyo único ataque es con los 3 cuernos que posee en una embestida corta. Es mejor atacarlo, cuando no embiste.
- Zeke. Es un pteranodon que se aprovecha de poder volar para atacar desde el aire. La mejor forma de vencerle es aprovechar cuando desciende para darle una patada en el aire.
- Shivat. Es un Tyrannosaurus. Frecuentemente se le encuentra durmiendo, pero se despertará furioso si se le molesta o le golpean. Es muy poderoso con su mandíbula y puede arrollar debido a su tamaño. Es el dinosaurio más poderoso y puede ser muy peligroso para los jugadores que se despierte.

### Jefes finales
Es común encontrar jefes al final de cada nivel de un beat'em up. Cadillacs and Dinosaurs tiene ocho niveles con sus correspondientes jefes.
- Vice Terhune (también conocido como Vice T.). Jefe final del nivel 1 (City in the sea).
- The Butcher. Jefe final del nivel 2 (Swamp Forest).
- Hogg. Jefe final del nivel 3 (Hell Road).
- Slice. Jefe final del nivel 4 (Jack's Garage).
- Morgan / Morgue. Jefe final del nivel 5 (Village Of Flame).
- Tyrog. Jefe final del nivel 6 (Jungle and Mine).
- Slisaurs. Jefes finales del nivel 7 (The Vault), son clones reptiles de Slice, el jefe del nivel 4.
- Dr. Simon Fessenden. Jefe final del nivel 8 (Deep Deep Down) y del juego.

## Niveles

### Nivel 1: City in the sea. (Ciudad en el mar - Nueva York)
Costa Este, año 2513. Te encuentras en la azotea de un edificio rodeado por Vice y sus secuaces. Vice te advierte de que está harto de que te interpongas en sus negocios y enviará a sus secuaces a que te enseñen una lección, en ese momento tu personaje hará su ataque especial automáticamente y eliminará a estos hombres. En este momento comienza el nivel propiamente dicho, ve hacia la derecha eliminando a todos los enemigos que te encuentres (todos serán conductores), y destruye los barriles para coger objetos (normalmente puntos extra). Elimina a todos los enemigos para entrar en el edificio.
Dentro del edificio te encontrarás más enemigos, algunos harán aquí su primera aparición como los enanos, cuchilleros y gordos. Normalmente conseguirás algún arma de fuego con la que pasar esta zona rápidamente. Tras eliminar a todos los enemigos, tu personaje saltará a través de la ventana para llegar a la calle 47. Tras el salto aparecerán más enemigos y una pistola. A la derecha encontrarás a Vice (que ya apareció al principio), el cual será el jefe final del nivel.
Vice se encuentra junto a un velociraptor encadenado, le adviertes que se aleje del dinosaurio, pero te contesta que tú serás su alimento este día, en ese momento golpea al animal hasta enfurecerlo y comienzan a atacarte. Lo mejor es derrotar primero al velociraptor para que se vaya. Vice te atacará con patadas voladoras, puñetazos y con una pistola, también puede desaparecer rápidamente de la pantalla y llamar a otros enemigos para que le ayuden.
Tras vencer a Vice te dirá que The Butcher está cazando en los bosques del norte y que no te metas con él ya que está completamente loco.

### Nivel 2: The swamp forest. (El pantano del bosque)
Tras vencer a Vice llegas al pantano del bosque. Nada más bajar de tu cadillac te encuentras con un grupo de triceratops furiosos, tras esto te encontrarás con un T-Rex durmiendo, los enemigos tratarán de despertarlo.
Tras el encuentro con el T-Rex entrarás en un pantano de barro lleno de cazadores. Al salir del pantano te cruzarás con más enemigos, incluyendo el primer Lash T del juego. Llega la noche y encuentro numerosos cadáveres de dinosaurios, parece que The Butcher anda cerca... en algún lado.
Sigue hacia abajo y a la derecha, por fin encontrarás al jefe final del nivel, The Butcher, cortando en rodajas a un Stegosaurus. The Butcher lleva dos espadas, pero si le golpeas se le caerá primero una y luego la otra. Esta es la única parte del juego donde aparecen estas espadas, las que se pueden recoger (sólo una y no ambas al mismo tiempo como su portador original) y atacar con ellas, a pesar de que no son muy dañinas. Al igual que Vice, puede desaparecer de la pantalla muy deprisa. Hay que tener cuidado con sus ataques con espadas o cuando salta para aplastar, ya que quitan mucha vida.

### Nivel 3: Hell road. (Carretera infernal - Arizona)
Una imagen nos muestra a un hombre en moto diciendo que es buen momento para ir al garaje de Jack ahora que los protagonistas están ocupados. Tras esto el nivel 3 comienza. Frente a ti aparecen un grupo de punks, tras vencerles utiliza una radio para que otro personaje venga en el Cadillac y te lo deje ya que «será más seguro». Si lo prefieres puedes no coger ninguna radio y hacer todo el nivel a pie, lo que aumentará su dificultad considerablemente.
Mueve el Cadillac por la pantalla para derribar a los enemigos que se encuentren en el camino. Tras ello te encontrarás con el hombre en moto del principio del nivel, llamado Hogg, que será el jefe final de este nivel. Hogg conduce una moto y te lanzará granadas para destruir tu coche. Si no consigues tirarle de la moto antes de que destruya el Cadillac deberás abandonar el coche y vencer a Hogg a pie mientras aparecen distintos enemigos. Por suerte dejarán sus armas al vencerles y podrás terminar con Hogg con mayor facilidad.

### Nivel 4: Jack's garage. (El garaje de Jack)
Con Hogg derrotado, Jack avisa de que su garaje está siendo atacado. El nivel comienza con tu personaje utilizando el Cadillac para tirar abajo la puerta, pero un punk delgado parecido a los cuchilleros evita la embestida y te dice: «Lindo lugar... ¡Ahora es mío!» escapando. Ve a la entrada del garaje y acaba con los enemigos, no tendrás muchos problemas porque son muy débiles.
Moviéndote dentro del garaje encontrarás un enemigo igual a Vice, el jefe del primer nivel, llamado Walther, pero que viste con distintos colores. Sus ataques son similares pero es más débil.
Al final del nivel encontrarás al punk que huyó de la entrada del garaje. Su nombre es Slice y es el jefe de este nivel.
Slice es muy rápido y al moverse deja su rastro tras él. Para los principiantes derrotarle puede ser un dolor de cabeza, ya que se desplaza muy rápidamente por el escenario evitando así ser golpeado o alcanzado por el jugador. Puede embestirte y cortarte con su bumerán causando un daño considerable, el que también puede lanzar. Al lanzarlo actuará como un verdadero bumerán volviendo a su dueño, atacándote de ida y vuelta si no se esquiva o detiene (golpeándolo en el aire).

### Nivel 5: Village of flame. (Aldea en llamas)
Después de que Slice sea derrotado, los protagonistas reciben una llamada de socorro de un anciano que dice que los dinosaurios se volvieron locos, por lo que se dirigen a una aldea. El nivel comienza en la entrada de esta aldea. La aldea está plagada de los ya comunes punks pero también de un elevado número de dinosaurios. Aparecerá por primera vez Zeke, el pteradonon y un nuevo T.Rex. También aparecerá por primera vez Bludge, un ser híbrido humano reptil, muy similar a Blanka, de Street Fighter.
Al final de la aldea encontrarás al anciano que envió la señal de socorro, el que está a punto de confesarles a los protagonistas quién está detrás de todo el caos, pero es rápidamente asesinado por el jefe de este nivel: Morgan. Morgan tiene muy baja estatura y es jorobado, se mueve rápidamente y lleva una uzi, la que disparará contra el jugador. También a veces le lanzará piedras, cuchillos y hasta granadas. A pesar de esto, es bastante débil si logras alcanzarle. Cuando venzas a Morgan éste se transformará en un dinosaurio, un Pachycephalosaurus mutante cambiando su nombre a Morgue. El ataque principal de Morgue es la embestida con su cabeza, la que causa un daño devastador si alcanza al jugador.
Jack, asombrado, mirará a Morgue muerto y se dará cuenta que el doctor está loco, pues está creando nuevas especies en su laboratorio.

### Nivel 6: Jungle and mine. (Selva y minas)
El nivel comienza en la entrada de la mina, tendrás que acabar con varios punks incluidos un grupo de cuchilleros para poder entrar. Dentro de la mina habrá grupos de punks junto con algún Walther. En la jungla lluviosa ten cuidado con los barriles que ruedan hacia ti y con las patas de un enorme dinosaurio, aparentemente un Brachiosaurus, que estará atento para aplastar a cualquier desprevenido.
Tras esta zona a pie entrarás de nuevo en una zona pantanosa, aunque esta es muy corta. En tu camino te encontrarás con cazadores, mutantes y obesos. Al final del camino encontrarás un grupo de punks junto a una caja diciendo: «No puedes ir más lejos. ¡Te mostraré el increíble poder del doctor!». En ese momento la caja se abrirá y saldrá un pequeño parásito con tentáculos que cogerá la cara de un Gneiss para transformarlo en una bestia mutante: Tyrog.
Este Tyrog es verde, y su ataque principal es cuando abre su pecho y salen varios tentáculos cortantes que intentarán herirte. Al vencerle, el parásito abandonará el cuerpo y atacará la cara de un pobre gordo que pasaba por ahí, el que grita desesperadamente por ayuda mientras vuelve a ser transformado en el mutante. Esta versión de Tyrog es anaranjada e intentará alcanzarte con bolas de fuego y abalanzándose sobre ti. Tras derrotar a la segunda forma de Tyrog tendrás la oportunidad de luchar contra la pequeña criatura, la que no podrá atacarte si no está pegada a algún huésped. Si no se le ataca, se abalanzará a la cara de un Vice Terhune que aparece y lo mutará a su tercera forma. Esta última de color azul es la más peligrosa ya que tiene los ataques de las dos anteriores (tentáculos cortantes y bolas de fuego) y uno más con el que escupe sangre ácida a su alrededor. Una vez que derrotas a esta forma final, el parásito Tyrog morirá definitivamente, concluyendo el nivel.
Después de eso, Jack y sus amigos deciden volver a la Ciudad Oceánica para buscar al malvado doctor detrás de todo esto.

### Nivel 7: The vault. (La bóveda)
Tras derrotar a Tyrog, Jack ve que la criatura se parece al trabajo del Doctor Fessenden, por lo que es momento de ir y poner fin a sus experimentos. Comenzarás este nivel en un puente donde varios enemigos aparecerán, incluyendo moteros, a los cuales puedes derribar o evitar. Cruza el puente y verás unos barriles, destrúyelos para conseguir una bazuka.
Entra en la bóveda, al final te encontrarás en un ascensor. Este descenderá varios pisos en el que irán entrando enemigos en cada planta. Tras abandonar el ascensor entrarás en una biblioteca donde estarán las bandas de enemigos, cuidado con los barriles.
Cuando salgas de la biblioteca entrarás en un túnel, con varios enemigos gordos que te cargarán. Al final del túnel entrarás en la sala de computadoras del Doctor Fessenden, que aparecerá en pantalla diciendo: «¡Tontos, se atreven a intentar detener al creador de un nuevo mundo! Les puedo dar a todos nuevas vidas, como hice con su viejo amigo. ¡Ataquen Slisaurs!» enviando a dos de sus creaciones (tres si hay dos o tres jugadores) a vencerte.
Slisaur es una versión reptil mutante de Slice, el jefe punk del cuarto nivel, a quién Fessenden se refería como tu «viejo amigo». También se moverán rápidamente dejando sus sombras tras ellos y te atacarán con sus bumeranes de la misma forma que Slice. La dificultad aumenta radicalmente en este punto, ya que son dos (o tres) Slisaurs que te atacarán al mismo tiempo.

### Nivel 8: The under world. (El inframundo)
«Hasta ahora sólo han visto una pizca de mi poder. Si se atreven, vengan y admiren a un verdadero genio». Fessenden te dice eso y el nivel comienza en su laboratorio biológico. Humanos y mutantes te atacarán aquí. Algunos de los tubos con experimentos se romperán y las criaturas que estaban dentro te atacarán. Deberás luchar de nuevo con un Tyrog, esta vez llamado Tyrog 2.
Tras limpiar el laboratorio biológico, tu personaje descubrirá un agujero y saltará dentro. En las alcantarillas deberás tener cuidado con las trampas lanzallamas que salen de algunas cañerías. Estas llamas también pueden dañar a los enemigos.
Al final te encontrarás cara a cara con el Doctor Simon Fessenden. Tras decirle a los protagonistas que les estaba esperando para comenzar sus nuevas vidas, el doctor se transformará en un Pachycephalosaurus mutante al igual que Morgan mutó en Morgue en el quinto nivel, pero de color verde. Tras derrotarle, te dirá: «Patéticos tontos, contemplen el verdadero poder de mi suero mientras hace efecto. ¡Al fin lo conseguí! Toda la fuerza del poderoso dinosaurio y mi extrema inteligencia juntas en un sólo cuerpo. ¡El mundo es mío para controlarlo!», riéndose y revelando su forma experimental final: un T-Rex gigante mutante rosado con dos cabezas, de cuyo abdomen surge el torso humanoide de Fessenden. Las cabezas de T-Rex lanzan bolas de fuego, y te atacará con sus afiladas garras. Si te acercas mucho el mismo Fessenden te golpeará con sus puños, o las garras de T-Rex agarrarán al jugador, inmovilizándolo y dejándolo a merced del doctor quién golpeará dando cabezazos. Tras vencerle podrás ver la animación final del juego.

### El final
Al morir Fessenden, Jack advierte a sus amigos de que hay que salir rápidamente de la caverna, y comienzan a correr. Entonces Hannah se tropieza y Jack decide ayudarla a levantarse, pero solo Mustapha y Mess logran escapar del lugar. Mientras regresan al garaje, y una vez acabados los créditos, aparecen Jack y Hannah en el Cadillac. Allí, Jack señala que Fessenden era un demente que pretendía jugar con la naturaleza, y les recuerda a todos que la naturaleza encuentra su balance por sí misma. Alegre, Hannah dice que regresen a casa, y entonces Mess y Mustapha comienzan a correr junto al vehículo y se van para nunca regresar con los dinosaurios.

## Armas
Las armas se pueden distinguir entre armas cuerpo a cuerpo, armas arrojadizas y armas de fuego. Las armas cuerpo a cuerpo pueden ser más potentes si el jugador mantiene pulsado el botón de ataque durante unos instantes. Las armas de fuego, por otro lado, están limitadas por su munición, cuando esta se acaba bien se puede arrojar el arma contra un enemigo (excepto el rifle y el M-16A1, que serán armas cuerpo a cuerpo) o recargar mediante los cartuchos que se pueden encontrar a lo largo del juego. Las armas arrojadizas suelen poder usarse una única vez, excepto si se usan cuerpo a cuerpo, como el cuchillo o y la barra de hierro.
- Pistola. Revólver estándar que produce un daño mínimo. Incluye seis balas. La llevan Vice Terhune y Walther, disparándola contra el jugador de vez en cuando. Este último a veces la deja al morir. Se puede lanzar una vez que se le acaba la munición.
- Escopeta. Esta potente PGS-12 puede dañar a varios enemigos si se encuentran a su alcance. Un disparo a quemarropa es devastador a cualquier enemigo. Incluye seis cartuchos. Se puede lanzar una vez que se le acaba la munición.
- Rifle. Rifle estándar de seis balas, cuyos disparos tienen un daño considerable. Siempre lo llevan Poacher Joe, Gutter o Skinner (aunque mayoritariamente prefieren golpear con él a disparar) y raramente se encuentra a lo largo del juego, ya que los cazadores casi nunca lo dejan al morir. Cuando se acaba la munición se puede utilizar como arma cuerpo a cuerpo.
- Uzi. Subfusil automático de disparo rápido, lleva un cargador de 48 balas. Cada bala produce un daño mínimo como el revólver, siendo las ráfagas de 4-5 balas más efectivas. Se puede lanzar una vez que se le acaba la munición.
- M-16A1. Rifle automático; que aparece ocasionalmente en el juego (la probabilidad de que aparezca en una partida es de un 1%). Al igual que la Uzi tiene un cargador de 48 balas, aunque su potencia es mucho mayor. Puede ser usada como arma cuerpo a cuerpo si se le acaba la munición. Esta combinación hace que sea, probablemente, la mejor arma del juego.
- Bazuka. Lanzacohetes que aparece en muy pocas ocasiones durante el juego. Es el arma más potente de todas, que cuenta únicamente con cuatro disparos, los que pueden desintegrar a enemigos con poca vida, y se desvanece automáticamente tras disparar toda su carga (no puede ser lanzada ni ocupada como arma cuerpo a cuerpo). El jugador aparece con una bazuka cada vez que continúe el juego tras perder su última vida.
- Granada y dinamita TNT. Explosivos lanzables muy potentes. La granada estalla al hacer contacto con un enemigo, y el TNT estalla después de un segundo de caer al suelo. Si se lanza contra un enemigo lo golpeará, aturdiéndolo y dejándolo a merced de la explosión. Si estallan cerca de enemigos con poca vida pueden llegar a desintegrarlos en pedazos. Estas armas a veces son lanzadas y abandonadas por los enanos Punk y Thug.
- Barril. Los barriles de metal y madera pueden ser levantados por el jugador y lanzados contra los enemigos. Ocasionalmente contienen objetos en su interior.
- Barril TNT. Parece un barril normal de metal o madera, pero se distinguen por parpadear en una tonalidad roja. Una vez que es golpeado comienza a encenderse hasta explotar instantes después dañando o desintegrando a todo aquel que se encuentre en su radio de acción.
- Cubo. Pequeño barril de metal, tiene sus mismos usos.
- Cuchillo. A larga distancia es un arma arrojadiza, a corta distancia puede usarse como arma cuerpo a cuerpo. Normalmente se consiguen al golpear a Blade o a Razor.
- Palo. Arma cuerpo a cuerpo, se rompe por la mitad tras unos 4 golpes. En ese momento puede funcionar como un arma cortante, teniendo la misma función que el cuchillo.
- Piedra. Arma arrojadiza, sólo se puede usar una vez y puede golpear a varios enemigos si están en su trayectoria.
- Antorcha. Arma cuerpo que prende a los enemigos.
- Garrote. Es básicamente una antorcha sin fuego. Tiene la habilidad de golpear hasta 3 veces a un enemigo en el mismo golpe, causando un mejor daño. Si se porta el garrote y se acerca al fuego, este se encenderá y se transformará en una antorcha.
- Espadas de The Butcher. Únicamente aparecen durante la batalla contra The Butcher, el jefe final del nivel 2. Son armas cuerpo a cuerpo y son las únicas que no desaparecen en todo el juego ya que The Butcher constantemente las está cogiendo del suelo. Son lentas y poco dañinas.

## Recepción y popularidad
En el momento de su lanzamiento, Cadillacs and Dinosaurs tuvo una gran acogida por su dinámica de juego, paisajes, diversas fases, gráficos y efectos de sonido de muy alta calidad para la época. Por eso este videojuego fue muy popular en los salones arcade de la década 1990. Por lo general, es mencionado como uno de los videojuegos arcade más conocidos, además de haber cosechado un gran éxito en América, Europa y Japón. Recibió una acogida positiva por parte de los críticos especializados. GamesMaster le dio a Cadillacs and Dinosaurs una perspectiva positiva. En Japón, Game Machine incluyó al videojuego en su edición para junio de 1993 como uno de los videojuegos de arcade más populares durante las dos semanas anteriores, superando a títulos como Warriors of Fate. RePlay informó que Cadillacs and Dinosaurs era el noveno videojuego arcade más popular en ese momento.
A pesar de aquello, Cadillacs and Dinosaurs nunca tuvo un port para consolas de sobremesa del momento. La razón principal habría sido el alto precio exigido por General Motors para licenciar la marca Cadillac, lo que hizo que Capcom decidiera dejar al videojuego disponible solo en el formato arcade. La revista Go Play de PlayStation Portable reseñó al videojuego junto con Willow y The Punisher y los calificó como "algunos de los mejores juegos de CPS1 que probablemente nunca jugarás en una compilación de Capcom". Sin embargo, hoy en día Cadillacs and Dinosaurs cuenta con un estatus de culto entre los gamers y tiene una cantidad de aficionados bastante considerable, que lo siguen jugando a través de emuladores.

## Curiosidades
- Al comienzo del primer nivel, Vice luce cabello y ropa azules. Pero cuando los jugadores lo vuelven a encontrar al final del nivel, él tiene ropa morada y cabello rubio.
- Antes de luchar contra Butcher (jefe del segundo nivel) éste te dice: «XXXX YOU!». XXXX es una censura, dando a entender que probablemente haya querido ofender en inglés a los protagonistas diciéndoles «F*CK YOU».
- El jefe del cuarto nivel, Slice, parece un tributo a Rolento, un jefe de nivel en el videojuego Final Fight original. Ambos se mueven rápidamente en círculos dejando imágenes residuales de sí mismos por donde pasan mientras atacan con armas, aunque Slice usa un boomerang mientras que Rolento usa un stick y granadas.
- Hay unos enemigos verdes mutantes en el videojuego llamados Bludge que se parecen a Blanka, personaje de Street Fighter II, también editado por Capcom. Además este enemigo no aparece en el cómic original, posiblemente siendo añadido como un tributo a Blanka.
- Este videojuego no fue el único título con el nombre de Cadillacs and Dinosaurs. Rocket Science Games editaron Cadillacs and Dinosaurs: The Second Cataclysm para IBM PC y Sega CD en 1994. Aunque mostraba buenos gráficos, al menos en la versión para PC, ese videojuego fue pobremente recibido debido a su poca rejugabilidad, lo que ocurría a muchos videojuegos FMV y la además la versión de Sega CD sufrió de problemas típicos como gráficos empobrecidos, con el añadido de que esa versión únicamente fue comercializada en Estados Unidos.